# 辰濃和男
辰濃 和男（たつの かずお、1930年1月1日 - 2017年12月6日）は、元朝日新聞記者のジャーナリスト、エッセイスト。元日本エッセイスト・クラブ理事長。

## 人物
東京生まれ。1953年東京商科大学（一橋大学）卒業。大学では、加藤秀俊（社会学者）と語学のクラス及び南博ゼミの同級生で、ともに一橋新聞部に所属した。
大学卒業後朝日新聞社入社。浦和支局、社会部、ニューヨーク支局長、社会部次長、編集委員、論説委員、編集局顧問を歴任。この間、1975年から1988年まで「天声人語」を担当し、1993年に退社。1994年朝日カルチャーセンター社長。また、日本エッセイスト・クラブ理事長も務めた。
ジャーナリストとして多数の著書を刊行している。2017年12月6日、老衰のため死去。87歳没。ノンフィクション作家の辰濃哲郎は息子。

## 著書
- 『りゅうきゅうねしあ 沖縄・こころの旅』朝日新聞社 1973
- 『反文明の島 りゅうきゅうねしあ紀行』朝日選書 1977
- 『天声人語 人物編』朝日新聞社 1987 のち文庫
- 『天声人語 自然編』朝日新聞社 1988 のち文庫
- 『文章の書き方』岩波新書 1994.3
- 『太古へ ニュージーランドそしてブータン』朝日新聞社 1996
- 『風と遊び風に学ぶ』朝日ソノラマ 1996
- 『漢字の楽しみ方 悪字の数々を弁護する』岩波書店 1998 「私の好きな悪字」岩波現代文庫
- 『歩けば、風の色（風と遊び風に学ぶ2）』朝日ソノラマ 2000
- 『断章・20世紀 100年を刻むことば』朝日ソノラマ 2000
- 『四国遍路』岩波新書 2001
- 『高尾山にトンネルは似合わない 千年の森と高速道路』岩波ブックレット 2002
- 『「私流」を創る（風と遊び風に学ぶ3）』朝日ソノラマ 2003
- 村瀬誠共著『雨を活かす ためることから始める』 岩波アクティブ新書 2004
- 『歩き遍路 土を踏み風に祈る。それだけでいい。』海竜社 2006
- 『文章のみがき方』岩波新書 2007
- 『ぼんやりの時間』岩波新書 2010
- 『極上の人生 人生を楽しむ四つの美学』海竜社 2017